# Cedusa flavida
Cedusa flavida är en insektsart som först beskrevs av Van Duzee 1907.  Cedusa flavida ingår i släktet Cedusa och familjen Derbidae. Inga underarter finns listade i Catalogue of Life.